# 沙漠龍屬
沙漠龍屬（屬名：Shamosaurus）是種甲龍科恐龍，生存於早白堊紀（阿普第階到阿爾比階）的蒙古。正模標本（編號PIN N 3779/2）是一個完整頭顱骨、下頜。副模標本是一個部分骨骼與鱗甲。都發現於蒙古的Khukhtekskaya組地層。

## 沙漠龍與戈壁龍
沙漠龍（Shamosaurus scutatus）與戈壁龍（Gobisaurus domoculus）有許多頭顱骨上的相似處，包括：圓形鱗狀骨、大型橢圓狀眼窩孔、大型外鼻孔、背部呈三角形輪廓的狹窄喙部、突起的方顴骨、以及往後側向的副枕突。
沙漠龍與戈壁龍可從上頜齒列的不同長度來區分；戈壁龍有未固定的基翼突-翼突，並有延長的犁骨-前上頜骨突起；沙漠龍頭蓋骨上有溝痕，戈壁龍沒有。

## 外部連結
- 沙漠龍 - Dino Directory網站 （页面存档备份，存于）